# Deep Lab
Deep Lab est un collectif de femmes composé d'artistes, de chercheuses, d'écrivaines, d'ingénieures et de productrices culturelles. Ces femmes participent à des évaluations critiques de la culture numérique contemporaine et, ensemble, travaillent à exploiter le potentiel de recherche créative qui sommeille dans le Web profond. En dehors de Deep Lab, les membres s'engagent dans des activités allant de l'édition de magazines au journalisme, en passant par diverses formes d'activisme et d'enseignement. Les recherches du collectif couvrent différents sujets, notamment la confidentialité, le code, la surveillance, l'art, le piratage social, le capitalisme, la race, l'anonymat, les infrastructures du 21e siècle et les compétences pratiques pour des applications du monde réel. Deep Lab s'inspire de Experiments in Art and Technology (EAT), Cypherpunks, Guerrilla Girls, Free Art and Technology Lab (FAT), Chaos Computer Club et Radical Software.

## Collaboratrices
Les membres du collectif comprennent Addie Wagenknecht (directrice et artiste du Deep Lab), Allison Burtch (chercheuse et artiste), Claire Evans (rédactrice en chef Futures de Motherboard, magazine Vice), Denise Caruso (chercheuse principale à l'université Carnegie Mellon), Harlo Holmes (Freedom of the Press et The Guardian Project), Ingrid Burrington (artiste et chercheuse), Kate Crawford (professeure invitée au MIT), Jen Lowe (scientifique des données), Julia Kaganskiy (directrice de NEW INC), Joana Varon (chercheuse), Jillian York (directrice de la liberté d'expression internationale à l'Electronic Frontier Foundation ), Lindsay Howard (conservatrice), Lorrie Cranor (directrice du CyLab Usable Privacy and Security Laboratory), Madeleine Varner (artiste et développeuse), Maral Pourkazemi (conceptrice de données et d'informations ), Runa Sandvik (chercheuse du projet Tor), Simone Browne (professeur d'études sur l'Afrique et la diaspora africaine à l'Université du Texas - Austin), Maryam al-Khawaja (activiste) et Sarah M. Aoun (développeuse et activiste) ainsi que d'autres femmes qui collaborent avec Deep Lab.
Autres :
- Erika M.Anderson
- Biella Coleman
- Jade E. Davis
- Sydette Harry
- Calena Jamieson
- Karen Lévy
- Yvonne NG
- Mutale Nkonde
- Jackie Zammuto